# ادیسون (ورمانت)
ادیسون، ورمانت (به انگلیسی: Addison, Vermont) یک سکونتگاه مسکونی در ایالات متحده آمریکا است که در شهرستان آدیسون، ورمانت واقع شده‌است.

## خصوصیات
ادیسون ۱۲۶٫۸ کیلومترمربع مساحت و ۱٬۳۷۱ نفر جمعیت دارد و ۲۷ متر بالاتر از سطح دریا واقع شده‌است.